# حرب غوريو – خيتان
حرب غوريو – خيتان هي عبارة عن سلسلة من النزاعات في القرنين العاشر والحادي عشر بين مملكة غوريو وسلالة خيتان من مملكة لياو بالقرب من الحدود الحالية بين الصين وكوريا الشمالية.

## الخلفية
خلال فترة الممالك الكورية الثلاث، احتلت مملكة غوغوريو شبه جزيرة كوريا الشمالية وأجزاء من منشوريا ومنغوليا الداخلية. ومع سقوط مملكة غوغوريو عام 668، وحدت مملكة شلا الممالك الثلاث، بينما احتلت سلالة تانغ حليفة شلا لفترة وجيزة الأجزاء الشمالية من أراضي غوغوريو. أعاد جنرال سابق في مملكة غوغوريو إحياء أراضي منشوريا في غوغوريو لتصبح مملكة بالهاي الجديدة.
مباشرة بعد سقوط غوغوريو، انقسم الغوكتورك وطردوا في النهاية من معظم آسيا الوسطى على يد أسرة تانغ. وحلت قبيلة تركية أخرى، الأويغور، محل قبيلة غوكتورك، لكن سيطرتهم كانت ضعيفة.
عندما ضعفت سلالات بالهاي والأويغور وتانغ، بدأت قوة شعب الخيتان تظهر، وهو اتحاد بدوي في منشوريا وشرق منغوليا، وبدأوا بتوسيع أراضيهم. وبعد انهيار أسرة تانغ عام 907، شهدت الصين فترة طويلة من الحرب الأهلية (907 – 979).
في عام 911، طلبت مملكة بالهاي المساعدة من مملكة شلا المتدهورة في شبه الجزيرة الكورية. ذكرت السجلات أن بالهاي طلبت أيضًا المساعدة من من سلالة غوريو التي خلفت شلا خلال فترة الممالك الثلاث اللاحقة.
في عام 916، تأسست سلالة لياو على يد زعيم الخيتان ييلو أباوجي، الذي نُصب باسم الإمبراطور تايزو من لياو، ليحل محل الأويغور باعتباره القوة المهيمنة لما يعرف الآن بمنغوليا، بعد أن هزمت أسرة ينيسي قيرغيز وسلالة تانغ خاقانية الأويغور وتركوا فراغًا في السلطة.

## العلاقات بين غوريو والخيتان
في شبه جزيرة كوريا، خلفت مملكة غوريو مملكة شلا في عام 918. ودمر الخيتان بالهاي عام 926، وبسبب تهجير إمبراطورية لياو للاجئين من بالهاي، انتقل جزء من شعبها، بما في ذلك الطبقة الحاكمة، إلى الجنوب وانضموا إلى سلالة غوريو التي تأسست حديثًا.
سيطر الخيتان على ستة عشر مقاطعة جنوب السور العظيم للمساعدة في تأسيس أسرة جين اللاحقة التي لم تستمر طويلًا (936-947)، والتي حكمت تشونغ يوان فقط، وهي جزء صغير من الصين.
في عام 922، أرسل الزعيم الخيتاني ييلو أباوجي الخيول والجمال إلى مملكة غوريو كهدايا للصداقة. ومع ذلك، عندما سقطت مملكة بالهاي في يد الخيتان بعد بضع سنوات، احتضن الملك تايجو اللاجئين من بالهاي واتبع سياسة التوسع الشمالي (ربما تمكن من ذلك بسبب غياب مملكة كورية أخرى فيما كان يُعرف سابقًا بأراضي غوغوريو). وفي عام 942، أرسل الخيتان 50 جملًا أيضًا إلى مملكة غوريو، لكن هذه المرة رفض تايجو الهدية ونفى المبعوث إلى جزيرة، وتسبب ذلك في موت الجمال جوعًا.
واصل حكام غوريو الناجحون سياسة مناهضة الخيتان. جونغجونغ، الملك الثالث لمملكة غوريو، جمع جيشًا قوامه 300 ألف جندي للدفاع ضد الخيتان. وشيد غوانغجونغ من مملكة غوريو حصونًا على طول الشمال الغربي وطور بقوة التحصينات العسكرية لمقاطعات بيونغان وهامغيونغ الحالية.

## توسع لياو
في عام 962، تحالف غوانغجونغ مع سلالة سونغ في وسط الصين واتبع سياسة التوسع الشمالي. بالإضافة إلى ذلك، شكل بعض لاجئي بالهاي دولة صغيرة تسمى جيونغان في منطقة منتصف نهر يالو وتحالفوا مع أسرتي سونغ وغوريو ضد الخيتان.
استعاد الخيتان في نهاية المطاف الاستقرار الداخلي تحت القيادة القوية للإمبراطور شينغزونغ من لياو، الذي سعى لمواجهة العزلة الإقليمية. وبعد غزو جيونغان – غوك عام 986 ومهاجمة الجورشن في نهر يالو السفلي عام 991، بدأ الخيتانيون هجماتهم ضد غوريو.